# Pilocarpus spicatus
Pilocarpus spicatus là một loài thực vật có hoa trong họ Cửu lý hương. Loài này được A. St.-Hil. miêu tả khoa học đầu tiên năm 1823.